# NGC 1654
NGC 1654 este o galaxie spirală situată în constelația Eridanul. A fost descoperită în 21 decembrie 1881 de către Édouard Stephan⁠(d). Se află la o distanță de 60,89 de megaparseci de Pământ.